# Acolo unde cântă racii (roman)
Acolo unde cântă racii este un roman din 2018 despre maturizare și o crimă misterioasă, scris de zoologul american Delia Owens. Povestea urmează două linii temporale care se împletesc treptat. Prima cronologie descrie viața și aventurile unei fete pe nume Kya în timp ce crește izolată în mlaștinile din Carolina de Nord. A doua cronologie descrie investigația privind aparenta ucidere a lui Chase Andrews, o celebritate locală din Barkley Cove, un oraș fictiv din Carolina de Nord.
În aprilie 2023, cartea deja se vânduse în peste 18 milioane de exemplare. O ecranizare cinematografică a fost lansată în iulie 2022.

## Rezumat

### Partea I - Balta
În 1952, Catherine Danielle Clark, în vârstă de șase ani (poreclită „Kya”), vede cum mama ei o abandonează pe ea și întreaga familie, nemaiputând suporta abuzurile violente din partea soțului ei, tatăl Kyei. Kya așteaptă în zadar întoarcerea mamei ei, iar între timp pleacă și frații ei mai mari, Missy, Murph, Mandy și Jodie, din cauza comportamentului distructiv al tatălui lor, care bea și era violent cu ei.
Rămasă singură cu tatăl ei, care încearcă să renunțe la alcool, Kya învață să pescuiască. Tatăl ei îi dă rucsacul lui pentru a-și păstra colecțiile de scoici și pene. Kya, o fetiță analfabetă, pictează aceste scoici și pene, precum și creaturile și țărmurile mlaștinii, cu acuarele lăsate de mama ei.
Într-o zi, Kya găsește o scrisoare în cutia poștală și aleargă la tatăl ei, bucuroasă că în sfârșit au primit o scrisoare de la mama ei. El îi smulge scrisoarea din mâini și după ce o citește se înfurie; arde scrisoarea împreună cu majoritatea hainelor și pânzelor lăsate de mama ei. Se apucă iar de băutură și începe să lipsească tot mai frecvent de acasă, petrecându-și timpul la jocurile de noroc. În cele din urmă, nu se mai întoarce acasă, iar Kya presupune că este mort, considerând că a fost ultimul din familie care a lăsat-o singură în mlaștină. Fără bani și familie, ea supraviețuiește prin grădinărit și comerț cu midii proaspete și pește afumat în schimbul unor bani și gaz de la Jumpin', un bărbat de culoare care deține o benzinărie la docul bărcii. Jumpin' și soția lui Mabel devin prieteni pe viață cu Kya, iar Mabel strânge haine donate pentru ea.
Pe măsură ce Kya crește, se confruntă cu prejudecățile  orășenilor din Barkley Cove, Carolina de Nord, care o poreclesc „Fata Mlaștinii”. În singura zi în care merge la școală elevii râd de ea, soția pastorului îi spune că este „urâtă” și „murdară”. Cu toate acestea, ea se împrietenește cu Tate Walker, un vechi prieten al lui Jodie, care pescuiește uneori în mlaștină. Când Kya se rătăcește într-o zi, Tate o conduce acasă cu barca lui. Ani mai târziu, el îi aduce pene de la păsări rare, apoi o învață să citească și să scrie. Cei doi încep o relație romantică ce va continua până când Tate pleacă la facultate la Universitatea din Carolina de Nord la Chapel Hill. El promite că se va întoarce, dar mai târziu își dă seama că ea nu poate trăi în lumea lui civilizată pentru că este o fire sălbatică și independentă, așa că o părăsește fără să-și ia rămas bun.

### Partea a II-a - Mlaștina
În 1965 Kya are 19 ani. Chase Andrews, vedetă de fotbal și idolul fetelor din Barkley Cove, o invită la un picnic și încearcă să facă sex cu ea. Mai târziu își cere iertare, iar cei doi încep o relație romantică. El îi arată un turn de foc abandonat, iar ea îi dăruiește un colier făcut dintr-o scoică pe care a găsit-o când erau la picnic. Deși are unele îndoieli, ea crede în promisiunile lui Chase că o va lua de soție și cei doi petrec prima lor noapte împreună într-o cameră ieftină de motel din Asheville, Carolina de Nord. Într-o zi, îl vede pe Chase cu logodnica lui și înțelege că totul a fost doar un șiretlic pentru a o convinge să aibă relații intime. Apoi ea pune capăt relației lor.
Tate, după ce a absolvit facultatea, o vizitează pe Kya și încearcă să-și ceară scuze pentru că a părăsit-o, mărturisindu-i că încă o iubește. Rănită de trădarea lui, ea îl respinge, dar îi permite să intre în baraca ei, unde el este impresionat de colecția imensă de scoici. Atunci o îndeamnă să publice o carte de referință despre scoici, și ea face asta, precum și una despre păsările marine. Cu banii obținuți își renovează casa. În același an, Jodie, acum în armată, se întoarce și el la Kya, spunând că regretă că a lăsat-o singură și că mama lor suferise de o boală mintală și murise de leucemie cu doi ani în urmă. Kya își iartă mama că a plecat, dar încă nu poate înțelege de ce nu s-a întors niciodată. După ce o sfătuiește pe Kya să-i mai dea o șansă lui Tate, Jodie pornește spre Georgia, lăsându-i fetei un bilet cu numărul de telefon și adresa lui.
După un timp, pe când se relaxa la marginea apei, Kya se confruntă cu Chase. După ce se ceartă, Chase o atacă pe Kya, o lovește și încearcă să o violeze. Ea îl respinge și amenință cu voce tare că îl va ucide dacă nu o lasă în pace. La această întâlnire sunt martori doi pescari din apropiere. Întoarsă la coliba ei, Kya se teme că dacă va raporta incidentul, tot pe ea o vor învinui, din cauza firii ei care nu se încadrează în standardele comunității. Săptămâna următoare, îl vede pe Chase urcând cu barca până la coliba ei și se ascunde de el. Amintindu-și de abuzurile tatălui ei, Kya se teme de răzbunare din partea lui Chase, știind că „acești bărbați trebuie să dea ei ultimul pumn”.
Kya are șansa de a-și întâlni editorul în Greenville, Carolina de Nord, și se duce acolo cu autobuzul. După ce se întoarce acasă a doua zi, niște băieți îl găsesc pe Chase mort sub turnul de foc. Șeriful, Ed Jackson, crede că este o crimă pe motiv că nu există urme sau amprente, inclusiv ale lui Chase, în jurul turnului. Ed vorbește cu mai multe persoane și obține declarații contradictorii. Astfel află despre colierul de scoici dăruit de Kya, care lipsea când i-a fost găsit cadavrul, chiar dacă Chase îl purtase în noaptea în care a murit. Kya a fost văzută părăsind Barkley Cove înainte de crimă, apoi revenind a doua zi după moartea lui Chase. Pe jacheta lui Chase erau și fibre de lână roșie care aparțineau unei pălării pe care Tate i-o dăduse Kyei. Convins că a găsit vinovatul de uciderea lui Chase, Ed o arestează pe Kya lângă debarcaderul lui Jumpin', o acuză de crimă de gradul unu și o ține la închisoare fără cauțiune timp de două luni.
La procesul din 1970, sunt furnizate doar probe contradictorii și circumstanțiale. Avocatul Kyiei, Tom Milton, combate argumentele procurorului, deoarece nu exista nicio dovadă că fata s-ar fi aflat la turnul de incendiu în noaptea morții lui Chase. Juriul o consideră nevinovată. Ea se întoarce acasă și se împacă cu Tate. Cei doi locuiesc împreună în coliba ei până când ea moare liniștită în barca ei, la vârsta de 64 de ani. Mai târziu, în timp ce caută testamentul Kyei și alte documente, Tate găsește o cutie ascunsă cu unele dintre vechile ei lucruri și își dă seama că ea scrisese poezii sub numele de Amanda Hamilton, poeta citată frecvent în toată cartea. Dar mai găsește și o poezie care descrie, practic, uciderea lui Chase, scrisă evident din punctul de vedere al criminalului. Sub poezii găsește și colierul de scoici pe care Chase l-a purtat până în noaptea în care a murit. Este o dovadă clară că ea l-a ucis pe Chase. Tate arde sfoara de piele a colierului și aruncă resturile pe plajă, alegând să ascundă pentru totdeauna secretul Kyei pentru a se asigura că amintirea ei va rămâne nepătată.

## Etologie
Etologia, studiul comportamentului animal, este un subiect abordat în această carte. Kya citește despre etologie, inclusiv un articol intitulat „Sneaky Fuckers”, în care află despre licuricii femele, care își folosesc semnalul codificat cu lumini intermitente pentru a atrage un mascul dintr-o altă specie la moarte și despre călugărițele femele care ademenesc un partener de sex masculin și încep să-i mănânce capul și toracele în timp ce abdomenul lui încă copulează cu ea.

## Semnificația titlului
„Crawdad” este un cuvânt din argoul american și înseamnă „rac”: aceste crustacee nu pot cânta, dar când mama Kyei o încuraja să exploreze mlaștina, ea spunea deseori: „Du-te cât poți de departe, acolo unde cântă racii”. Când Tate a folosit și el aceeași frază, ea l-a întrebat ce înseamnă și i-a răspuns că înseamnă cât mai departe, unde toate creaturile sunt încă sălbatice, ca niște creaturi ce sunt. Delia Owens a folosit expresia pentru că și mama ei o folosise când era ea mică.

## Receptare critică
Cartea a fost selectată pentru Clubul de carte Hello Sunshine condus de Reese Witherspoon în septembrie 2018 și pentru Cele mai bune cărți ale anului 2018 pe lista Barnes & Noble.
Până în decembrie 2019, cartea s-a vândut în peste 4,5 milioane de exemplare, reușind să vândă în 2019 mai multe exemplare tipărite decât orice alt titlu pentru adulți, ficțiune sau non-ficțiune. De asemenea, a fost pe locul 1 pe lista Amazon.com cu cele mai vândute cărți de ficțiune din anul 2019. A fost prima în lista de best-seller în domeniul ficțiunii The New York Times din 2019 și The New York Times din 2020.
La sfârșitul lui decembrie 2020, The New York Times a numit-o bestsellerul cu copertă cartonată numărul 6 din acel an. În 2022, Publishers Weekly a clasat-o pe locul 14 în lista cu cel mai bine vândute cărți din 2021, cu vânzări de 625.599 de exemplare, iar până la sfârșitul lunii februarie 2022, cartea se aflase 150 de săptămâni pe lista celor mai bine vândute. În aprilie 2022, s-a raportat că vânzările au ajuns la 12 milioane de exemplare. Până în iulie 2022, cartea se vânduse în peste 15 milioane de exemplare. În aprilie 2023, cartea a ajuns la 18 milioane de exemplare vândute, devenind una dintre cele mai bine vândute cărți din toate timpurile.
Deoarece „ crawdad ” este un termen regional, a declanșat o creștere a interogărilor online despre sensul cuvântului.
Aspecte ale vieții Kyei și alegerile narative ale romanului, inclusiv atitudinea față de personajele afro-americane, se spune că amintesc de perioada pe care Owens a petrecut-o în Zambia. Acolo, ea, soțul ei de atunci și fiul acestuia încă sunt căutați pentru audieri în uciderea unui braconier surprins pe o înregistrare realizată în 1996 de ABC News. Owens nu este suspectă în acest caz, dar este considerată un potențial martor.

## Ecranizare cinematografică
Sony Pictures Releasing a cumpărat drepturile de film ale cărții, iar compania de producție Hello Sunshine a lui Reese Witherspoon a produs filmul, Witherspoon și Lauren Neustadter fiind co-producători. Lucy Alibar a scris scenariul filmului. În rolurile principale au fost distribuiți Daisy Edgar-Jones (Kya), Taylor John Smith (Tate) și Harris Dickinson (Chase Andrews). Filmările au durat de la mijlocul lunii aprilie până spre sfârșitul lunii iunie 2021 în orașele New Orleans și Houma din Louisiana și în împrejurimi. Pe 5 iulie 2021, Cosmopolitan a declarat că filmările s-au încheiat. Filmul a fost lansat pe 15 iulie 2022.
Albumul cu coloana sonoră aparține compozitorului canadian Mychael Danna. Taylor Swift a contribuit la coloana sonoră cu o melodie originală, „Carolina”.